# Ritorno di Trieste all'Italia

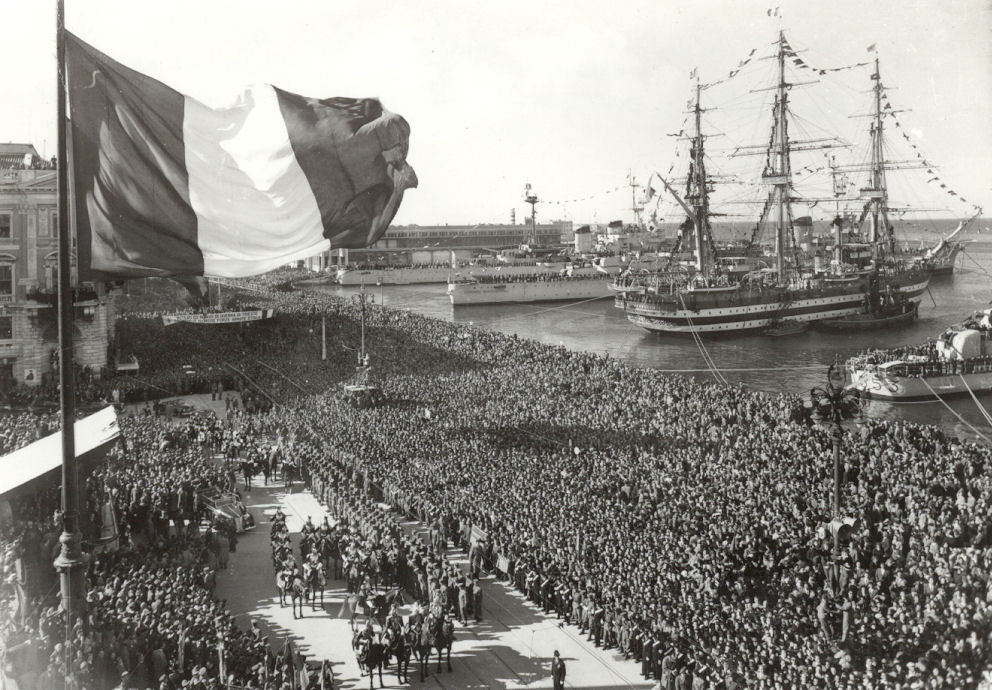
La folla festante per il ritorno di Trieste all’Italia: parata delle forze armate sulle Rive, 4 novembre 1954

Gente festante a Trieste nel giorno del ritorno della città all'Italia

Piazza Unità a Trieste nel giorno del ritorno della città all'Italia

Il ritorno di Trieste all'Italia (o riunificazione di Trieste all'Italia) avvenne il 26 ottobre 1954, in seguito all'accordo ("Memorandum d'intesa di Londra") sottoscritto il 5 ottobre 1954 fra i governi d'Italia, del Regno Unito, degli Stati Uniti d'America e della Repubblica Federativa Popolare di Jugoslavia e concernente lo status del Territorio Libero di Trieste.

## Storia
In particolare si stabiliva il passaggio di amministrazione della Zona A dall'amministrazione militare alleata all'amministrazione civile italiana (con alcune correzioni territoriali a favore della Jugoslavia con l'operazione Giardinaggio) e quindi passavano all'Italia i seguenti comuni della zona A:
- Duino
- Aurisina
- Sgonico
- Monrupino
- Trieste
- Muggia
- San Dorligo della Valle

Nella zona A erano presenti 5.000 soldati americani della TRUST (TRieste United States Troops) e 5.000 soldati britannici della BETFOR (British Element Trieste FORce).
La presa di possesso della zona A avvenne il 26 ottobre 1954. Gli alleati si ritirarono tra il 25 e il 27 ottobre 1954.

## Dispiego di forze per la ripresa di possesso
via terra tramite la SS 14:
- 82º Reggimento fanteria "Torino"
- Bersaglieri della 132ª Brigata corazzata "Ariete"
- Carabinieri

attraccavano nel porto di Trieste:
- l'incrociatore Duca degli Abruzzi
- l'incrociatore Raimondo Montecuccoli
- il cacciatorpediniere Grecale
- il cacciatorpediniere Granatiere
- il cacciatorpediniere Artigliere
- la nave scuola Amerigo Vespucci

in volo vi erano i Republic F-84 Thunderjet dell'aerobrigata di Treviso

## Cronologia degli eventi
5:20 entrano bersaglieri e fanti
7:00 circa carabinieri e i bersaglieri della 132ª Brigata corazzata "Ariete"
11:00 volano nel cielo di Trieste gli F84 dell'aereobrigata di Treviso
11:30 entrano nel porto di Trieste l'incrociatore Duca degli Abruzzi e i tre caccia, la zona A è riunificata all'Italia.
12.00 giungono dal Carso il generale De Renzi con altri fanti dell'82° "Torino" e bersaglieri

## Eventi successivi
Venne ricostituita la provincia di Trieste ma l'amministrazione rimase ad un Commissario Generali del Governo per il territorio di Trieste, il primo nominato fu Giovanni Palamara che rimase in carica dal 29 ottobre 1954 al 10 ottobre 1961, il giorno successivo entrò in carica Libero Mazza che rimase fino al 22 maggio 1964 fino alla nascita della regione autonoma Friuli-Venezia Giulia.

## Galleria d'immagini

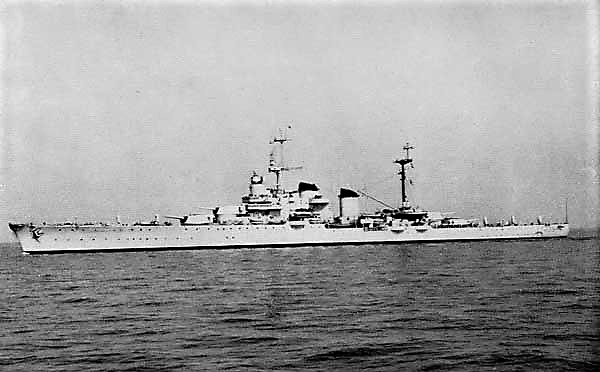
L'incrociatore Duca degli Abruzzi
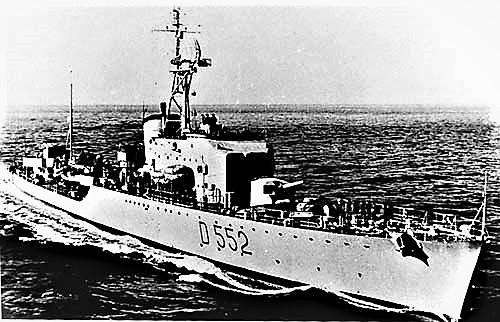
Il cacciatorpediniere Grecale
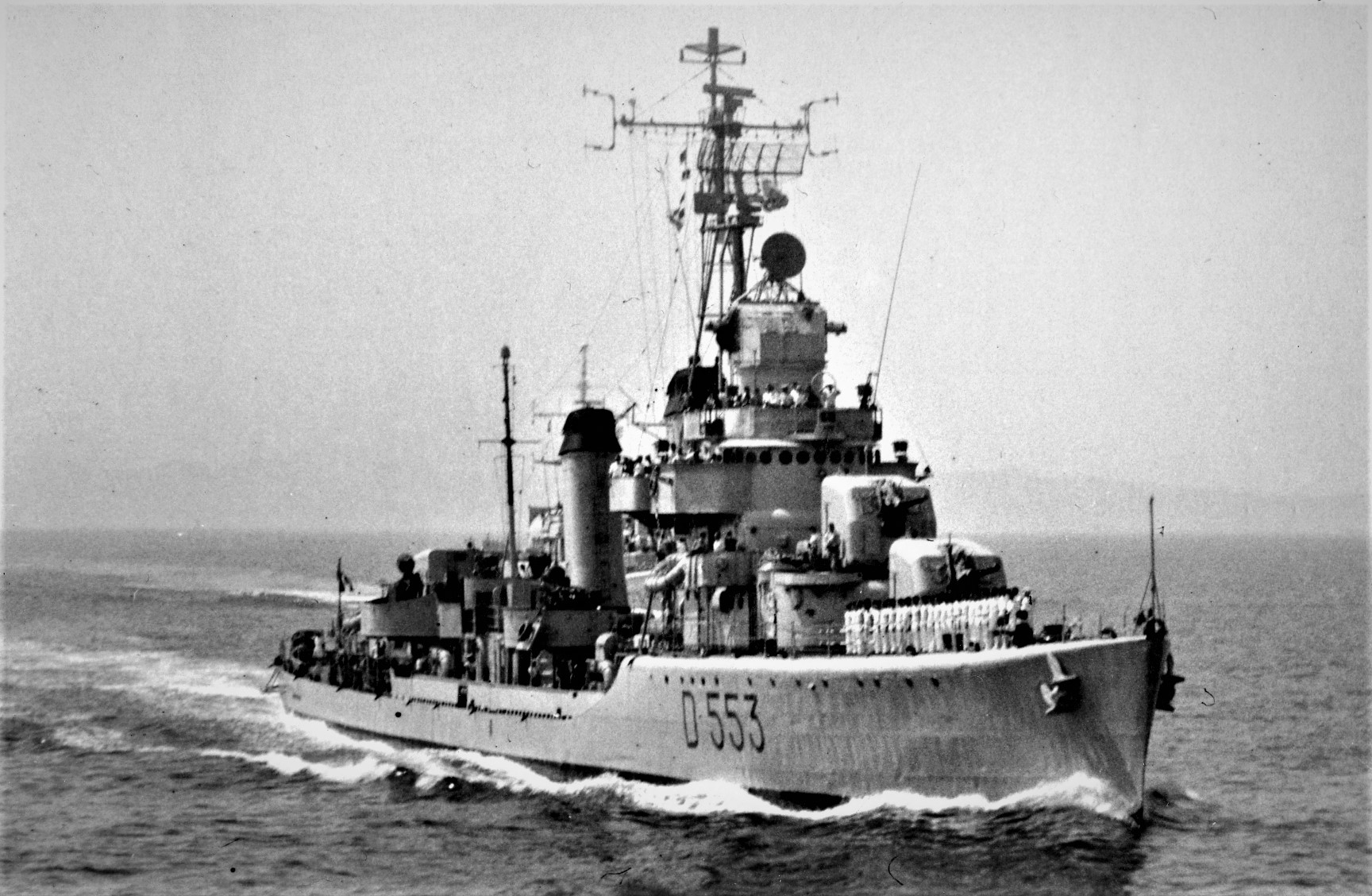
Il cacciatorpediniere Artigliere